# Gonzar
Gonzar ist ein Ort am Rande des Jakobsweges. Er liegt in der Provinz Lugo der Autonomen Gemeinschaft Galicien in Spanien, administrativ ist er von Portomarín abhängig.

## Sehenswertes
- Pfarrkirche Santa Maria

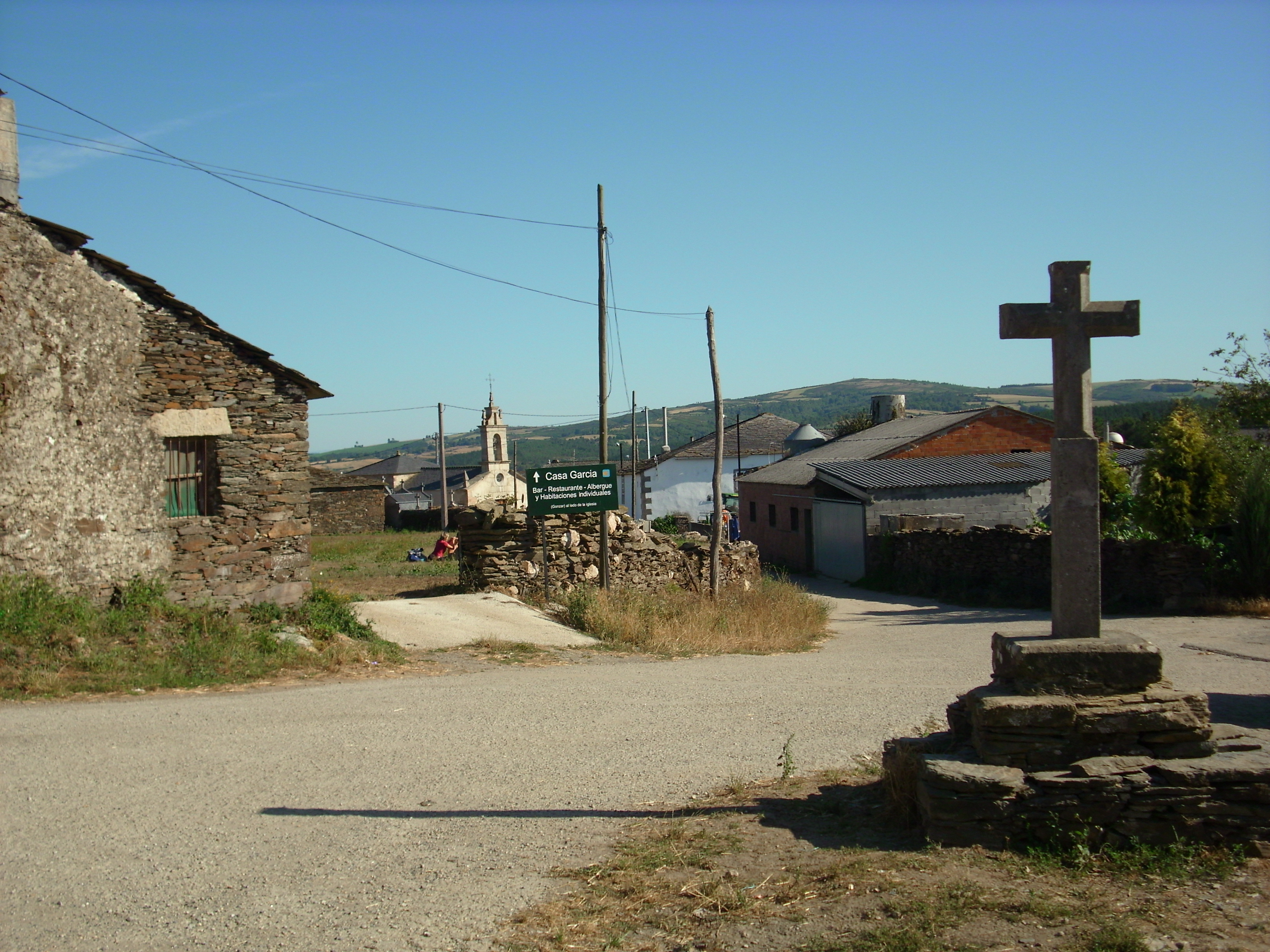
Gonzar
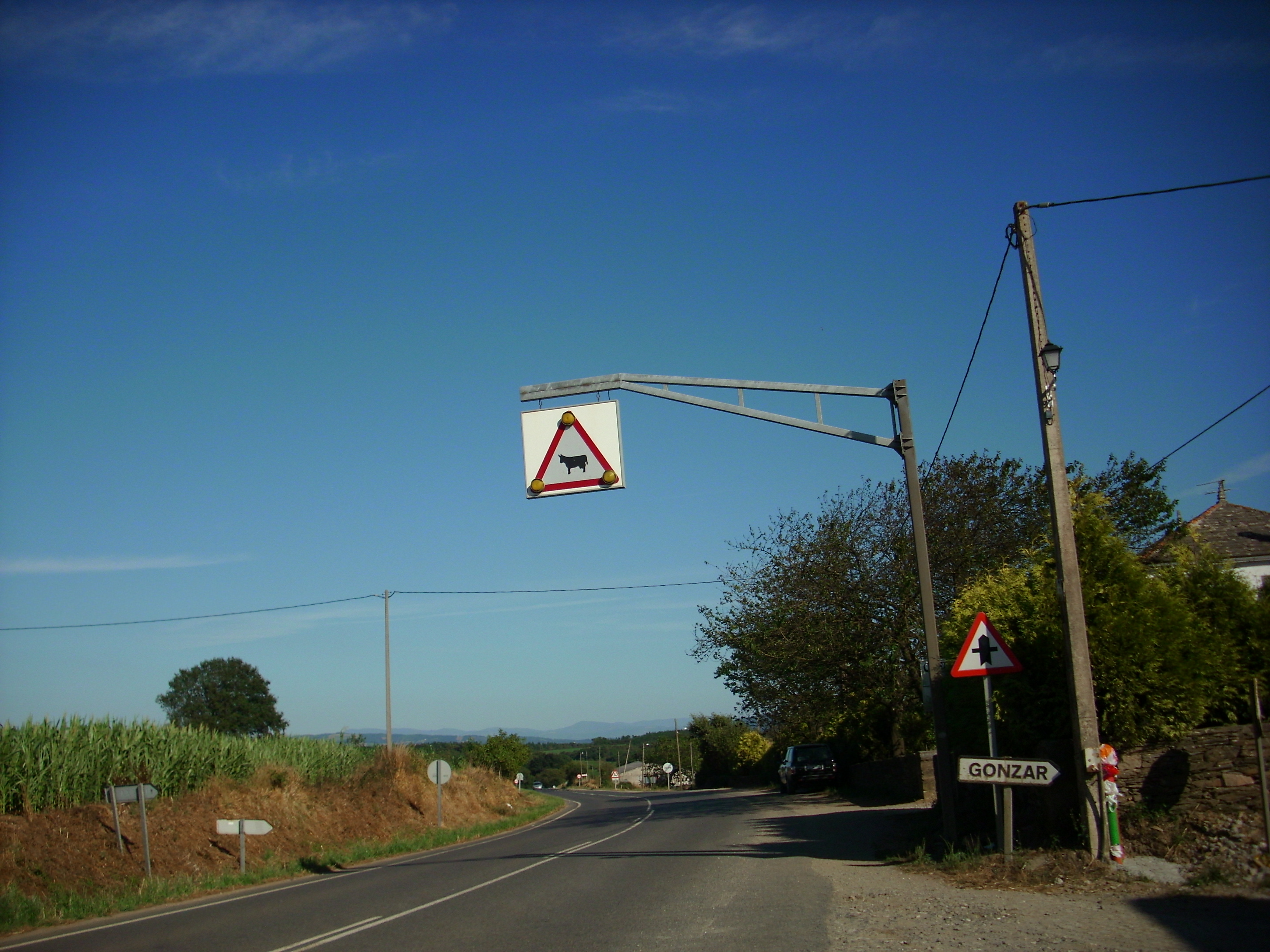
Ortspassage Gonzar